# Les Camoins
 (juin 2018).

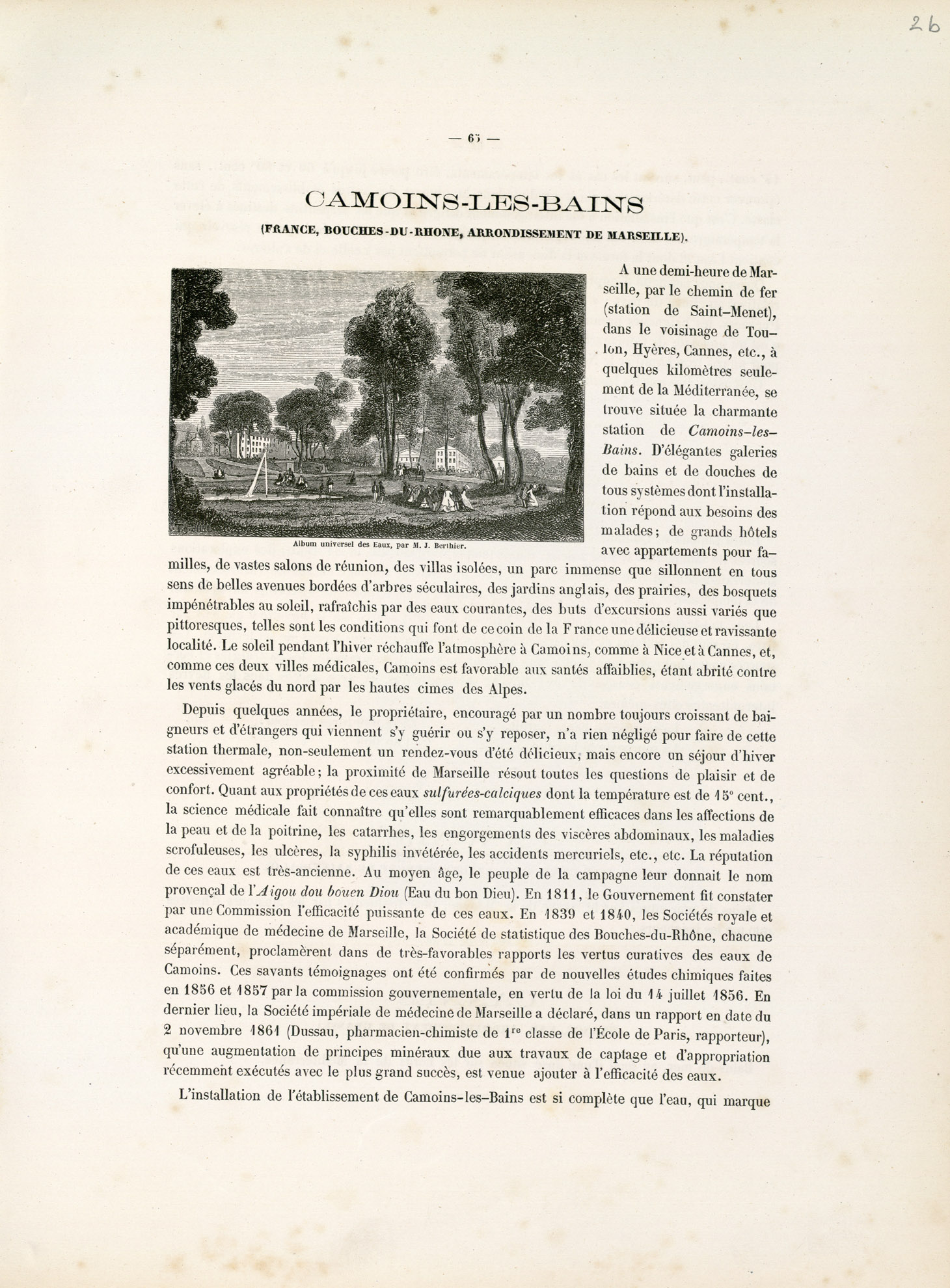
Une des 22 planches gravées sur bois et sur acier qui contient des tableaux synoptiques, des guide des Chemins de fer aux stations de France et de l'étranger, des catalogue des ouvrages publiés sur l'hydrologie et de nombreuses publicités, éditée par la commune de Camoins-les-Bains.

Les Camoins est un quartier du 11e arrondissement de Marseille. Le quartier de Camoins-les-Bains est à 1 km du village de Camoins. En 1932, le nom du village de Camoins devient officiellement Camoins-les-Bains. Autrefois banlieue de Marseille, il est à 12,8 km du centre-ville de la deuxième ville de France. 

## Historique

### Le village
En 1359, le propriétaire de la ferme de Pied Forcat, était un nommé Bertrand de Bouc, puis Béranger de Jérusalem.
La légende de la fondation du village dit que le fondateur de ce village qui portait autrefois le nom de Puyforcat, ou Pied Forçat, était un moine défroqué de la congrégation des Dominicains. Mais cette légende est fausse et ne repose sur aucune documentation concrète. Assez éloigné de Marseille (12,8 km du centre-ville) dominant la vallée de l'Huveaune, à 112 m d'altitude, le lieu fut choisi par Jean Camoin qui s'y installe avec son épouse Jeanne Cortier, en y louant la ferme du lieu aux frères Prêcheurs par bail du 30 octobre 1447. Il est obligé de reconstruire les bâtiments en ruines. Sa maison aura quatre cannes de largeur sur une hauteur identique, faite de chaux et sable, dans les sept ans à venir, selon les termes du bail. En 1453, il passe reconnaissance de propriété et il s'engage à payer la cense de deux émines de blé au religieux. Son testament du 1er octobre 1456 permet de connaître ses nombreux héritiers — on lui connait cinq fils vivants, deux filles, et dix petits-enfants — qui se partageront en 1471 des terres sur un territoire allant d'Allauch, du côté du Garlaban à Aubagne, avec une partie de ce qui est aujourd'hui La Penne-sur-Huveaune et jusqu'à La Valentine. Son testament nous apprend aussi qu'il est originaire de Ully-Saint-Georges, dans l'Oise. Les parents de sa seule épouse, Jeanne Cortier, sont totalement inconnus. 
Le village comptant 150 paroissiens, il fut décidé en 1530 de construire une église qui ne sera paroissiale qu'en 1843. En 1575, l'évêque de Marseille Frédéric Ragueneau étant sollicité par le roi, il fait un don de deux millions à son souverain pour combattre le protestantisme, mais doit vendre une partie de la haute, moyenne et basse justice de la seigneurie de Saint-Marcel, dont Camoins faisait partie. Pierre Huc sera le nouveau seigneur de Camoins qui sera de nouveau réuni rapidement à Saint-Marcel. La Ligue, en 1593, apportera son lot de misères : le duc d'Épernon, qui commandait la Ligue royale à Aubagne, réclama mille écus aux villageois de Camoins.
Le 29 mai 1647, Étienne de Puget, évêque de Marseille, vend à la commune à la seigneurie de Saint-Marcel, afin de trouver des fonds pour construire le palais épiscopal. En 1676, un nouveau propriétaire du domaine, Pierre de Porry, succède à François Compian. Le domaine prendra alors le nom de Porporeras et autres graphies en remplacement de la Coupianne. Au décès de Pierre de Porry en 1720, le domaine revient à un de ses neveux, Henry de Cambrai et devient La Cambrette. Elle ne sortira de la famille qu'au XIXe siècle.
Au XVIIe siècle, le hameau est devenu un village, avec plus de 600 habitants. La peste de 1720 enlève une soixantaine de personnes au village qui compte alors environ 500 habitants. En 1793, l'église est transformée en temple de la Raison. L'église qui avait été reconstruite en 1734, fut modifiée pour cause de salubrité entre 1888 et 1894, avec ouverture de fenêtres, restauration des façades et du clocher.
En 1818, le village compte 551 habitants. Au XIXe siècle, le passage d'une branche du canal de Marseille va permettre le développement de l'agriculture, avec des plantations d'arbres fruitiers (pommiers, cerisiers, poiriers), des céréales et de la vigne.
La chapelle des Pénitents blancs du Saint-Esprit date du début du XVIIe siècle dans un style mélangeant le roman et le style Renaissance. Cette confrérie chantait les offices et participait à la célébration des fêtes. De 1817 à 1878, cette confrérie et son chœur de grande renommée va animer toutes les grandes processions de Marseille. Ses membres animeront la consécration du sanctuaire de Notre-Dame de la Garde en 1864.
Le village possède une clinique, la clinique Saint-Bruno, une clinique psychiatrique, ainsi qu'une maison de retraite.

### Les thermes
Ce lieu est connu depuis l'Antiquité pour ses sources, mais elles ne furent guère exploitées. Au XIXe siècle, différents propriétaires tenteront d'installer la première station avec baignoires, puis viendra l'installation d'un « pavillon des boues », vers 1811, année où le roi d'Espagne Charles IV, déchu et en exil à Marseille, viendra prendre les eaux de Camoins pour soigner sa goutte et ses rhumatismes. L'administration du département s'y intéresse et distribue de l'eau des thermes dans les hôpitaux de Marseille pour les personnes atteintes de maladie de peau. Le docteur Maxime Durand-Fardel (1815-1899) la définit comme une source d'eau sulfureuse calcique. Elle était vendue en pot d'une contenance d'un demi-litre dans les pharmacies, pour la somme de quatre sous. Les indigents la recevaient gratuitement, ainsi que les gens qui venaient le boire sur place. On l'appelait Aqua Cambresiana du nom du marquis de Cambrai, propriétaire des terres, qui passeront à son neveu, M. d'Heureux.
En 1839, le chevalier Alphonse Louis Joseph d'Heureux, commissaire de la Marine et nouveau propriétaire, y installe une maison de santé prenant pour enseigne « Les Bains impériaux des Camoins ». Il y installe un « pavillon des boues » et transforme le vieux château en hôtel-restaurant à l'enseigne de l'hôtel de Cambrai, entouré d'un grand parc arboré avec des plans d'eau ou s'ébattent cygnes et canards. Il fait restaurer la chapelle qui est rendu au culte par Mgr Eugène de Mazenod. En 1847, Alphonse de Lamartine et son épouse viennent prendre les eaux. En 1860, Napoléon III, qui se trouve à Marseille pour inaugurer le palais de la Bourse, crée l'année suivante une commission chargée d'analyser les eaux de Camoins. Les résultats l'amènent à signer le décret du 17 novembre 1862, reconnaissant cette source d'utilité publique. 
La population atteint 395 habitants en 1876 et 361 en 1901 pour l'ensemble du territoire des Camoins, avec 251 villageois. Entre 1891 et 1915, il est recensé dans le département des Bouches du Rhône 218 naissances sous le patronyme de Camoin
La concurrence va voir le jour avec l'ouverture en 1875 de la station thermale de Le Roucas Blanc sur le site d'une source minérale salée, par M. Calvo. L'établissement périclitera rapidement. Les travaux ne sont pas en reste aux Camoins : cabines de douches, salles de repos, décor dans un style gothique. La station devient connue. Elle est reliée par un omnibus qui fait la navette entre la gare Saint-Charles et la station thermale qui devient la propriété d'un parent du peintre Félix Ziem, qui la transmet à un autre membre de la famille, Armand Duplessis, qui va mener d'importants travaux de réaménagement des lieux, non seulement au niveau de la décoration mais sur le plan technique, faisant rehausser de plusieurs mètres le niveau de sortie de la source afin de bénéficier de la gravitation pour sa distribution. Des baignoires en marbre équipent les cabines se trouvant dans la galerie du bâtiment central. Du fait de ces travaux, on ne pouvait plus boire gratuitement à la source qui était inaccessible. Puis le 13 octobre 1907, le tramway dessert Camoins. 
La Première Guerre mondiale éclatant, l'établissement est réquisitionné et se transforme en hôpital militaire. En 1926, Armand Duplessis revend l'établissement à M. Colgate de la famille de William Colgate, qui laissera la gestion à une société d'investissements dont son épouse est actionnaire. L'objectif de cette société est de remplacer l'hôtel de Cambrai par un grand hôtel de luxe de cinquante chambres. Le succès escompté de l'hôtel n'aura pas lieu, mais à la suite des nouvelles installations de soins concernant le traitement des voies respiratoires, ceux-ci verront leur nombre de curistes augmenter, devenant plus nombreux que ceux de la rhumatologie. En 1932, le nom du village des Camoins devient officiellement « Camoins-les-Bains ». Sa population s'élève à 3 125 habitants en 1931. L'hôtel abritera les équipes cinématographiques de Marcel Pagnol, venues filmer les collines que le cinéaste affectionne. Des vues du parc figurent dans son film La Fille du puisatier (1940). Au cours de la Seconde Guerre mondiale, les lieux redeviennent un hôpital militaire, puis les Allemands y installent également un quartier général de la Wehrmacht. Ensuite les Américains y installent leur soutien logistique jusqu'à la fin des hostilités.
Le véritable essor viendra après la Seconde Guerre mondiale. En 1947, M. Rambaudy et son gendre M. Masse rouvrent la station thermale après réaménagements. Les nouveaux propriétaires revoient les salles de repos, les installations ainsi que le parc, et établissent une navette de cars reliant le centre de Marseille à la station thermale.
La recherche médicale ayant fait de grands progrès, des perfectionnement sont apportés aux installations existantes et d'autres sont mises en place (salle de brouillard collectif, piscine avec eau chaude). La famille Aubert, au travers de sa société qu'elle a constituée pour exploiter les thermes, acquiert la station en 1978. 
En 2018, elle devient la propriété de la Société SOCOMA qui la rénove. La gestion en revient à la Société nouvelle des thermes de Camoins-les-Bains. La population avoisine les 7 500 habitants. L'école du village a deux classes et une maternelle.
La Ville de Marseille a adhéré par délibération du conseil municipal du 30 juin 2008 à l'Association des villes thermales. Elle totalisait la même année 61 000 journées de curistes, soit 311 000 soins. Elle est ouverte du 1er mars au 4 décembre.

#### Propriété de l'eau
L'eau de la source jaillit en abondance sans jamais tarir, d'un repli de terrain, au fond duquel coule la Campourière (Carponière). 
Le suivi de la qualité sanitaire de l'eau  et le contrôle de la désinfection de l’établissement est fait en partenariat avec le Groupe des Eaux de Marseille.

## Autre patrimoine architectural
- Église Sainte-Agathe des Camoins : construite en 1530, reconstruite en 1734 et modifiée en 1888-1894, elle conserve des panneaux en bois sculpté, des statues de la Vierge, de sainte Agathe et un buste de saint Roch.
- Portail de l'entrée de la chapelle des Pénitents Blancs (début du XVIIIe siècle), bâti en pierre jaune de la Couronne, mélange de style roman et de style Renaissance. Réédifié sur la place de l'église en 1987, elle a donné son nom à l'actuelle traverse de la chapelle où elle s'élevait avant sa démolition en 1979. Cette chapelle a servi d'entrepôt de charbon avant de tomber en ruine. Elle fut sauvée par le Comité d'Intérêt de Quartier (CIQ) du 11e arrondissement et quelques habitants qui ont demandé à la Ville de Marseille de la réinstaller à son emplacement actuel. Elle possède des chapiteaux romans. Le fronton en pierre est orné d'une colombe rayonnante du Saint-Esprit, devant laquelle s'agenouillent deux frères revêtus de leur costumes (milieu du XVIIe siècle).
- Chapelle des Pénitents (1661, détruite). Située derrière l'actuelle église, elle est interdite au culte en 1735 à cause de son délabrement. Elle servira pour l'agrandissement de l'église en 1745[9].
- Chapelle des Pénitents Blancs (détruite). La nouvelle chapelle sera construite à l'entrée du village face à l'école. Désaffectée et menaçant de s'écrouler, elle est démolie en 1979 pour la construction de la route qui passe devant le tennis et de la Maison pour tous. Son portail est maintenant sur la place face à l'église.
- Croix (1863) : située à la bifurcation de Camoins et Camoins-les-Bains, face au Monument aux morts. Elle a été édifiée après une mission pendant le rectorat du père Gajean (1862-1875).